# Liste der Kulturdenkmäler in Langenlonsheim
In der Liste der Kulturdenkmäler in Langenlonsheim sind alle Kulturdenkmäler der rheinland-pfälzischen Ortsgemeinde Langenlonsheim aufgeführt. Grundlage ist die Denkmalliste des Landes Rheinland-Pfalz (Stand: 2. August 2023).

## Denkmalzonen
| Bezeichnung                    | Lage                                                           | Baujahr                 | Beschreibung | Bild            |
| ------------------------------ | -------------------------------------------------------------- | ----------------------- | --- | --------------- |
| Denkmalzone Naheweinstraße     | Naheweinstraße 131–147 Lage                                    | 18. und 19. Jahrhundert | geschlossene Baustruktur mit ein- und zweigeschossigen Wohnhäusern, teilweise Fachwerk oder Klinkerfassaden, 18. und 19. Jahrhundert | BW              |
| Denkmalzone Jüdischer Friedhof | westlich des Ortes; Distrikt In den Judenkirchhofschlägen Lage | 1868/69                 | Areal mit 46 Grabsteinen von 1868/69 bis 1938                                                                                        | Fotos hochladen |

## Einzeldenkmäler
| Bezeichnung                                     | Lage                                       | Baujahr                                       | Beschreibung | Bild                           |
| ----------------------------------------------- | ------------------------------------------ | --------------------------------------------- | --- | ------------------------------ |
| Friedhofstor und Grabmäler                      | Friedhofstraße, auf dem Friedhof Lage      | ab der Mitte des 19. Jahrhunderts             | Friedhofstor, klassizistisch, Mitte des 19. Jahrhunderts; Grabmal Magdalena Eich († 1924), reliefierte neuklassizistische Marmorstele; Grabmal Maria Franzi Pies († 1868) und Susanna Pies († 1872), historisierende Stele mit Kreuzbekrönung; Grabmal Sara Muff († 1862), antikisierende Rotsandsteinstele; Grabmal Joh. Nic. Lorenz († 1861), gotisierende Sandsteinstele mit Zinnenkranz; Grabmal M. Lorenz, Grabstele mit Urnenbekrönung in eingefriedeter Anlage mit Sandsteinpfosten, um 1900 | BW                             |
| Kriegerdenkmal                                  | Heddesheimer Straße, am Friedhof Lage      | um 1930                                       | Kriegerdenkmal 1914/18, Granitkubus mit Reliefs, um 1930 | BW                             |
| Grabmäler                                       | Heddesheimer Straße, auf dem Friedhof Lage | ab 1865                                       | in einer kleinen Anlage Grabstein Christian Friedrich Müller, († 1865), klassizistisch-gotisierende Stele mit Relief eines trauernden Knaben, und Grabstein Martin Müller († 1928), Relief mit Abschiedsszene; Grabmal Martin Müller († 1878), spätklassizistische Grabsäule mit Draperie | BW                             |
| Hofanlage                                       | Heumarkt 11 Lage                           | 18. oder Anfang des 19. Jahrhunderts          | Dreiseithof; Fachwerkhaus, teilweise massiv, 18. oder Anfang des 19. Jahrhunderts | BW                             |
| Wohnhaus                                        | Hintergasse 21 Lage                        | 16. Jahrhundert                               | eineinhalbgeschossiges Fachwerkhaus, teilweise massiv, 16. Jahrhundert (?) | Fotos hochladen                |
| Hofanlage                                       | Hintergasse 22 Lage                        | 18. Jahrhundert                               | Hofanlage; eineinhalbgeschossiges Fachwerkhaus, im Kern aus dem 18. Jahrhundert, Ziegelmauerwerk um 1900 | Fotos hochladen                |
| Kloningersmühle                                 | Naheweinstraße 9 Lage                      | Anfang bis zweite Hälfte des 19. Jahrhunderts | Vierflügelanlage, Rotsandsteinquaderbauten, Anfang bis zweite Hälfte des 19. Jahrhunderts | Fotos hochladen                |
| Wohnhaus                                        | Naheweinstraße 90 Lage                     | erste Hälfte des 18. Jahrhunderts             | barocker Krüppelwalmdachbau, Fachwerk verputzt und verschiefert, wohl aus der ersten Hälfte des 18. Jahrhunderts | BW                             |
| Evangelische Pfarrkirche                        | Naheweinstraße 96 Lage                     | um 1500                                       | spätgotischer Chor, um 1500, Sakristei, 1588, teilweise romanisch; spätbarocker Saalbau, 1777, klassizistisch-neugotische Verlängerung, 1867/68, Kreisbaumeister Conradi, Kreuznach | weitere Bilder Fotos hochladen |
| Weingut Closheim                                | Naheweinstraße 97 Lage                     | 1867                                          | historisierender Backsteinbau, bezeichnet 1867 | Fotos hochladen                |
| Gasthaus „Zum Hohenzollern“                     | Naheweinstraße 101 Lage                    | um 1860/70                                    | spätklassizistisches Wohnhaus, um 1860/70 | Fotos hochladen                |
| Wohnhaus                                        | Naheweinstraße 107 Lage                    | 18. Jahrhundert                               | barockes Fachwerkhaus, verputzt, wohl aus dem 18. Jahrhundert | BW                             |
| Hofanlage                                       | Naheweinstraße 109 Lage                    | 18. oder frühes 19. Jahrhundert               | Hofanlage; verputztes Fachwerkhaus, 18. oder frühes 19. Jahrhundert | BW                             |
| Wohn- und Geschäftshaus                         | Naheweinstraße 112 Lage                    | um 1700                                       | Wohn- und Geschäftshaus; Fachwerk um 1700 | BW                             |
| Hofanlage                                       | Naheweinstraße 122 Lage                    | 1585                                          | Hofanlage; Fachwerkhaus, teilweise massiv, bezeichnet 1585 | BW                             |
| Hofanlage                                       | Naheweinstraße 130 Lage                    | 1711                                          | Dreiseithof; Torbogen bezeichnet 1711; barocker Krüppelwalmdachbau, Fachwerk verputzt und verschiefert, bezeichnet 1843; barockes Nebengebäude, teilweise Fachwerk | BW                             |
| Wohnhaus                                        | Naheweinstraße 131 Lage                    | 18. Jahrhundert                               | Fachwerkhaus, teilweise massiv, im Kern eventuell aus dem 18. Jahrhundert | BW                             |
| Hofanlage                                       | Naheweinstraße 133 Lage                    | 18. Jahrhundert                               | Dreiseithof; barockes Fachwerkhaus, teilweise massiv, 18. Jahrhundert | BW                             |
| Wohnhaus                                        | Naheweinstraße 137a Lage                   | um 1700                                       | barockes Fachwerkhaus, teilweise massiv, um 1700, Torbogen bezeichnet 1712 | Fotos hochladen                |
| Evangelisches Pfarrhaus                         | Naheweinstraße 142 Lage                    | um 1840/50                                    | stattliche spätklassizistische Fassade, um 1840/50 | BW                             |
| Wohnhaus                                        | Naheweinstraße 143 Lage                    | 17. Jahrhundert                               | Fachwerkhaus mit Laubengang, wohl aus dem 17. Jahrhundert | BW                             |
| Hofanlage                                       | Naheweinstraße 169 Lage                    | erste Hälfte des 19. Jahrhunderts             | Hofanlage; Fachwerkhaus, teilweise massiv, erste Hälfte des 19. Jahrhunderts | BW                             |
| Weingut Höhn-Zimmermann                         | Naheweinstraße 195 Lage                    | zweite Hälfte des 19. Jahrhunderts            | eineinhalbgeschossige Backstein-Villa, Mischformen aus Spätklassizismus und Neurenaissance, zweite Hälfte des 19. Jahrhunderts; Kelter, bezeichnet 1797 | Fotos hochladen                |
| Weinkellerei                                    | Naheweinstraße 209 Lage                    | um 1880/90                                    | ehemalige Weinkellerei (?); langgestreckte gründerzeitliche Putzfassade, um 1880/90 | BW                             |
| Katholische Pfarrkirche St. Johannes der Täufer | Obere Grabenstraße Lage                    | 1907/08                                       | neuspätgotischer Saalbau, 1907/08, Architekt Josef Kleesattel, Düsseldorf | weitere Bilder Fotos hochladen |

## Ehemalige Kulturdenkmäler
| Bezeichnung | Lage                    | Baujahr         | Beschreibung                                                                                                   | Bild |
| ----------- | ----------------------- | --------------- | --- | ---- |
| Hofanlage   | Naheweinstraße 115 Lage | 18. Jahrhundert | Hofanlage; barockes Fachwerkhaus, teilweise massiv, 18. Jahrhundert; abgebrochen und aus Denkmalliste gelöscht | BW   |